# Marco Orsi
Marco Orsi (Budrio, 11 dicembre 1990) è un nuotatore italiano, specializzato nelle distanze brevi dello stile libero, del dorso e del delfino. È tesserato per il Circolo Nuoto UISP Bologna e per le Fiamme Oro Roma.

## Carriera
È stato allenato da Serena Fraboni nel settore giovanile e da Roberto Odaldi dal 2008 al 2022.
Fa il suo esordio con la maglia azzurra nel 2007 ad Anversa in occasione dei campionati europei giovanili di nuoto, dove disputa 50 m, 100 m e staffetta 4×100 m stile libero, raggiungendo con quest'ultima il miglior risultato, un quarto posto. L'anno successivo partecipa ai campionati mondiali giovanili di nuoto che si tengono a luglio a Monterrey, in Messico, dove nuota nelle tre staffette: aiuta la 4×200 metri ad entrare in finale e disputa due finali, con la 4×100 metri stile libero - che vince la medaglia d'oro - e con la 4×100 metri mista, che invece arriva quinta. Un mese dopo, agli europei giovanili di Belgrado, va tre volte sul podio: conquista infatti l'argento nella staffetta 4×100 metri stile libero e il bronzo nella staffetta 4x100 metri mista e nei 100 metri stile libero, quest'ultima sua prima medaglia individuale in campo internazionale.
Nel 2008 viene convocato per i campionati europei in vasca da 25 metri di Fiume, ed alla prima apparizione nella categoria assoluta prima va in finale nei 50 metri stile libero e poi vince la medaglia d'argento con la staffetta 4×50 metri stile libero insieme ad Alessandro Calvi, Mattia Nalesso e Filippo Magnini.
Nel 2009 vince i suoi primi tre titoli nazionali tra 100 e 50 metri; il 6 marzo 2009 nei campionati italiani primaverili di Riccione ha stabilito il nuovo record italiano dei 50 m stile libero con 21"82, risultando il primo nuotatore italiano a scendere sotto i ventidue secondi sulla distanza. In estate viene convocato prima ai Giochi del Mediterraneo a Pescara, dove arriva secondo con la staffetta 4×100 m stile libero, e poi ai mondiali di Roma; ai campionati fa parte ancora della staffetta 4×100 m che arriva quinta in finale con Calvi, Christian Galenda e Magnini. Sempre a Riccione il 22 novembre dello stesso anno durante i campionati italiani invernali di nuoto 2009 è stato il primo a nuotare i 50 metri in vasca corta in meno di ventuno secondi. Agli europei in vasca corta di Istanbul va tre volte in finale, vincendo ancora il bronzo con la 4×50 metri stile libero.
In estate prende parte agli europei di Budapest, dove arriva la sua prima finale continentale in vasca lunga, quella dei 50 metri stile libero, conclusa in settima posizione. In campo nazionale è campione dei 50 e dei 100 metri sia ai primaverili che agli estivi.
La fine del 2010 vede a poche settimane di distanza i campionati europei e i mondiali in vasca da 25 metri: agli europei vince un oro, nella 4×50 m stile libero, e due argenti nella staffetta mista e nei 50 m stile libero. Ha successo anche ai suoi primi mondiali in vasca corta, dove si qualifica in finale sia nei 50 m stile libero (quinto), sia nella 4×100 m stile libero (sesto con Luca Dotto, Luca Leonardi e Magnini).
Convocato a luglio 2011 ai mondiali cinesi di Shanghai, è giunto quarto in finale con la staffetta 4×100 m stile assieme a Dotto, Michele Santucci e Magnini. Il 9 marzo 2012, ai campionati italiani assoluti a Riccione, ottiene il tempo di qualificazione per le Olimpiadi di Londra nei 50 m stile libero, con un tempo di 22"00. Il 28 luglio 2013, nella finale della 4x100 metri stile libero ai campionati mondiali di Barcellona, nuota lanciato in 47"25 una delle migliori prestazioni di sempre al mondo.
Il 5 dicembre 2014 ai campionati mondiali in vasca corta di Doha ottiene l'argento e il primato italiano nei 50 stile con il tempo di 20"69 e, due settimane dopo, sigla i primati italiani in vasca lunga nei 50 metri stile libero (21"64) e in vasca corta nei 100 metri stile libero (46"12). Ai mondiali di Kazan' del 2015 vince la medaglia di bronzo nella staffetta 4×100 metri stile libero.
Complice un virus che non gli permette di raggiungere la migliore condizione, non ottiene la qualificazione individuale ai Giochi Olimpici in programma nel 2016 a Rio di Janeiro, ai quali però partecipa disputando le batterie della staffetta 4x100 metri stile libero. Nel quadriennio olimpico successivo (poi divenuto quinquennio a causa dell'emergenza pandemica) l'unica manifestazione di caratura mondiale che lo vede ai blocchi di partenza sono i campionati mondiali in vasca corta disputati ad Hangzhou nel 2018, in cui vince la medaglia d'argento nei 100 metri misti.
Nel 2021 viene nuovamente convocato in Nazionale per disputare i campionati europei in corta di Kazan', durante i quali conquista l'oro nei 100 metri misti e nella staffetta 4x50 metri misti mista: nella gara individuale firma il nuovo record italiano con il crono di 50"95, mentre nella staffetta il nuovo record mondiale in 1'30"14.
A marzo 2022 interrompe la lunga collaborazione con il tecnico bolognese Roberto Odaldi e si trasferisce a Torino, per allenarsi con gli atleti del Centro Nuoto Torino guidati da Antonio Satta. Da settembre 2023, in vista delle Olimpiadi in programma a Parigi, decide invece di affidarsi a Nicola Febbraro, tecnico della società torinese SAFA 2000.

## Palmarès
| Giochi olimpici                | 50 m st. libero         | ---                              | 4×100 m st. libero               | ---                              | ---                                       | ---                              |
| 2012 Londra Regno Unito        | ---                     | ---                              | 7º - 3'14"13 frazione: 48"42     | ---                              | ---                                       | ---                              |
| Campionati mondiali            | 50 m st. libero         | ---                              | 4×100 m st. libero               | ---                              | ---                                       | ---                              |
| 2009 Roma Italia               | 18º in batteria 22"09   | ---                              | 5º - 3'11"93 frazione: 47"91     | ---                              | ---                                       | ---                              |
| 2011 Shanghai Cina             | 11º in semifinale 22"13 | ---                              | 4º - 3'12"39 frazione: 48"51     | ---                              | ---                                       | ---                              |
| 2015 Kazan Russia              | 5º 21"86                | ---                              | Bronzo: 3'12"53 frazione: 47"75  | ---                              | ---                                       | ---                              |
| Mondiali in vasca corta        | 50 m st. libero         | 100 m misti                      | 4×100 m st. libero               | 4x50 m st. libero                | 4×100 m mista                             | ---                              |
| 2010 Dubai Emirati Arabi Uniti | 5º 21"00                | ---                              | 6º - 3'06"56 frazione: 46"22     | ---                              | 10º in batteria - 3'30"34 frazione: 47"24 | ---                              |
| 2012 Istanbul Turchia          | 5º 21"00                | ---                              | Argento: 3'07"07 frazione: 45"94 | ---                              | 7º - Squalificata frazione:               | ---                              |
| 2014 Doha Qatar                | Argento 20"69           | ---                              | 4º - 3'05"79 frazione: 45”39     | Bronzo: 1'24"56 Frazione: 20”43  | ---                                       | ---                              |
| 2018 Hangzhou Cina             | ---                     | Argento 51"03                    | ---                              | ---                              | ---                                       | ---                              |
| Campionati europei             | 50 m st. libero         | 100 m st. libero                 | 4 x 100 m st. libero             | ---                              | ---                                       | ---                              |
| 2010 Budapest Ungheria         | 7º 22"26                | 12º in batteria 49"42 (rinuncia) | 4º - 3'15"18 frazione: 48"49     | ---                              | ---                                       | ---                              |
| 2012 Debrecen Ungheria         | 4º 22"22                | ---                              | Argento: 3'14"71 frazione: 48"15 | ---                              | ---                                       | ---                              |
| 2014 Berlino Germania          | ---                     | ---                              | Bronzo: 3'12"78 frazione: 48"36  | ---                              | ---                                       | ---                              |
| Europei in vasca corta         | 50 m st. libero         | 100 m st. libero                 | 100 m misti                      | 4×50 m st. libero                | 4x50 m mx st. libero                      | 4×50 m mista                     |
| 2008 Fiume Croazia             | 5º 21"32                | 18º in batteria 48"09            | ---                              | Argento: 1'23"37 frazione: 20"72 | ---                                       | ---                              |
| 2009 Istanbul Turchia          | 4º 21"23                | 5º 46"55                         | ---                              | Bronzo: 1'23"64 frazione: 21"04  | ---                                       | ---                              |
| 2010 Eindhoven Paesi Bassi     | Argento 21"17           | 6º in batteria 47"75 (rinuncia)  | ---                              | Oro: 1'25"16 frazione: 20"79     | ---                                       | Argento: 1'33"83 frazione: 20"39 |
| 2011 Stettino Polonia          | Bronzo 21"01            | 7º in batteria 47"94 (rinuncia)  | ---                              | Oro: 1'24"82 frazione: 20"57     | ---                                       | Oro: 1'33"18 frazione: 20"18     |
| 2013 Herning Danimarca         | Argento 21"00           | Bronzo 46"49                     | ---                              | Argento: 1"23"37 frazione: 20"62 | Argento: 1"30"26 Frazione: 20"66          | Oro 1'32"87                      |
| 2015 Netanya Israele           | Argento 20"92           | Oro 46"05                        | ---                              | Argento: 1"24"44 frazione: 20"46 | Oro: 1'29"26 frazione: 20"46              | Oro: 1'31”71 frazione: 20”35     |
| 2017 Copenaghen Danimarca      | ---                     | ---                              | Oro 51"76                        | Argento: 1"23"67 frazione: 20"75 | Bronzo 1'29"38                            | ---                              |
| 2019 Glasgow Regno Unito       |                         |                                  |                                  | Bronzo 1'24"50                   |                                           |                                  |
| 2021 Kazan Russia              |                         |                                  | Oro 50"95                        | Argento 1'22"92                  |                                           | Oro 1'30"14                      |
| Giochi del Mediterraneo        | 50 m st. libero         | 100 m st. libero                 | 4×100 m st. libero               | ---                              | ---                                       | ---                              |
| 2009 Pescara Italia            | 4º 22"10                | ---                              | Argento: 3'13"47 frazione: 48"00 | Oro: 1'29"26 frazione: 20"46     | ---                                       | ---                              |
| 2013 Mersin Turchia            | Oro 22"15               | ---                              | Oro: 3'15"19 frazione: 49"26     | ---                              | ---                                       | ---                              |
| Mondiali giovanili             | 50 m st. libero         | 50 m dorso                       | 4×100 m st. libero               | 4×200 m st. libero               | 4×100 m mista                             | ---                              |
| 2008 Monterrey Messico         | ---                     | 25º in batteria 27"49            | Oro: 3'19"09 frazione: 48"99     | 4º nuota in batteria             | 5º - 3'45"54 frazione: 48"80              | ---                              |
| Europei giovanili              | 50 m st. libero         | 100 m st. libero                 | 4×100 m st. libero               | ---                              | 4×100 m mista                             | ---                              |
| 2007 Anversa Belgio            | 13º in semifinale 23"64 | 17º in batteria 51"88            | 4º - 3'24"28 frazione: 51"48     | ---                              | ---                                       | ---                              |
| 2008 Belgrado Serbia           | 5º in batteria 22"96    | Bronzo 50"16                     | Argento: 3'20"00 frazione: 49"88 | ---                              | Bronzo: 3'43"10 frazione: 49"76           | ---                              |
| World Games                    | 50 m bi-pinne           | ---                              | ---                              | ---                              | ---                                       | ---                              |
| 2025 Chengdu Cina              | Bronzo 18"83            | ---                              | ---                              | ---                              | ---                                       | ---                              |

### Campionati italiani
21 titoli individuali e 23 in staffetta, così ripartiti:
- 12 nei 50 m stile libero
- 5 nei 100 m stile libero
- 1 nei 50 m farfalla
- 3 nei 100 m misti
- 1 nella staffetta 4×50 m stile libero
- 12 nella staffetta 4×100 m stile libero
- 2 nella staffetta 4×50 m mista
- 8 nella staffetta 4×100 m mista

nd = non disputata
| Anno | Edizione    | st. libero 50 m | st. libero 100 m | st. libero 4×50 m | st. libero 4×100 m | farfalla 50 m | dorso 50 m | misti 100 m | mista 4×50 m | mista 4×100 m |
| ---- | ----------- | --------------- | ---------------- | ----------------- | ------------------ | ------------- | ---------- | ----------- | ------------ | ------------- |
| 2008 | Invernali   | -               | 3                | nd                | nd                 | -             | -          | -           | nd           | nd            |
| 2009 | Primaverili | 1               | -                | nd                | -                  | -             | -          | -           | nd           | -             |
| 2009 | Invernali   | 1               | 1                | nd                | nd                 | -             | -          | -           | nd           | nd            |
| 2010 | Primaverili | 1               | 1                | nd                | -                  | -             | -          | -           | nd           | -             |
| 2010 | Estivi      | 1               | 1                | nd                | nd                 | -             | -          | -           | nd           | nd            |
| 2011 | Primaverili | 2               | 3                | nd                | 1                  | -             | -          | -           | nd           | 1             |
| 2011 | Estivi      | 1               | 2                | 1                 | nd                 | -             | 3          | -           | 3            | nd            |
| 2011 | Invernali   | -               | -                | nd                | 1                  | -             | -          | -           | nd           | 1             |
| 2012 | Primaverili | 1               | 3                | -                 | -                  | -             | -          | -           | -            | 1             |
| 2012 | Invernali   | 3               | nd               | -                 | 1                  | -             | -          | -           | -            | nd            |
| 2013 | Primaverili | 1               | 3                | -                 | 1                  | -             | -          | -           | -            | nd            |
| 2013 | Invernali   | nd              | nd               | -                 | 1                  | -             | -          | -           | -            | 1             |
| 2014 | Primaverili | 1               | nd               | -                 | 1                  | -             | -          | -           | -            | 1             |
| 2014 | Invernali   | 1               | 1                | -                 | 1                  | -             | -          | -           | -            | 1             |
| 2015 | Primaverili | 1               | 1                | -                 | 1                  | -             | -          | -           | -            | 1             |
| 2015 | Invernali   | -               | -                | -                 | 2                  | -             | -          | -           | -            | 1             |
| 2016 | Invernali   | 2               | 3                | -                 | 1                  | -             | -          | -           | -            | -             |
| 2017 | Primaverili | -               | -                | -                 | 1                  | -             | -          | -           | -            | -             |
| 2017 | Invernali   | 1               | -                | 2                 | -                  | 3             | -          | 1           | 1            | -             |
| 2018 | Estivi      | 3               | -                | -                 | nd                 | -             | -          | -           | -            | -             |
| 2018 | Invernali   | 1               | -                | 2                 | -                  | 1             | 2          | 1           | 1            | -             |
| 2022 | Primaverili | -               | -                | -                 | 1                  | -             | -          | -           | -            | -             |
| 2022 | Invernali   | -               | -                | -                 | -                  | -             | -          | 1           | -            | -             |
| 2023 | Primaverili | -               | -                | -                 | 1                  | -             | -          | -           | -            | -             |
| 2024 | Invernali   | -               | -                | -                 | -                  | -             | -          | 2           | -            | -             |

## International Swimming League
| Stagione 2020 | Stagione 2021 |
| ------------- | ------------- |
| Iron          | Iron          |